# Bethen
Bethen ist ein nördlicher Ortsteil von Cloppenburg im Oldenburger Münsterland und der nördlichste Wallfahrtsort Deutschlands.
Im Ort befindet sich das katholische Wallfahrtszentrum St. Maria, Mutter der Sieben Schmerzen.

## Kriegsopfergedenkstätte
In der Krypta der Wallfahrtskirche zu Bethen befindet sich eine Gedenkstätte für die Opfer der beiden Weltkriege aus den katholischen Gemeinden des Oldenburger Landes. An den Wänden der Krypta stehen auf Marmortafeln 3.672 Namen von Gefallenen und Vermissten des Ersten Weltkriegs, geordnet nach Kirchengemeinden und Bauerschaften.
Für den Zweiten Weltkrieg liegt in der Krypta seit 1972 ein gedrucktes Gedenkbuch aus. Dieses ist untergliedert in neun Dekanate (Cloppenburg, Damme, Delmenhorst, Friesoythe, Löningen, Oldenburg, Vechta, Wesermarsch und Wilhelmshaven), denen die damaligen Kirchengemeinden zugeordnet sind. Insgesamt sind 10.244 Namen von Gefallenen und Vermissten aufgeführt, in der Regel mit dem Geburts- und dem Todesjahr. Neben den Soldaten sind auch zivile Kriegsopfer genannt.